# Тібод
Тібод (рум. Tibod) — село у повіті Харгіта в Румунії. Входить до складу комуни Дялу.
Село розташоване на відстані 221 км на північ від Бухареста, 38 км на захід від М'єркуря-Чука, 139 км на схід від Клуж-Напоки, 80 км на північ від Брашова.

## Населення
За даними перепису населення 2002 року у селі проживали 195 осіб, з них 191 особа (97,9%) угорців. Рідною мовою 192 особи (98,5%) назвали угорську.